# Ichneumon phalli
Ichneumon phalli är en stekelart som beskrevs av Giovanni Antonio Scopoli 1772. Ichneumon phalli ingår i släktet Ichneumon och familjen brokparasitsteklar. Inga underarter finns listade i Catalogue of Life.